# Tutejszy
A tutejszy (lengyelül, ejtsd: tutejsi, belaruszul тутешній, ukránul тутешній) egy vidéki lakosságcsoport önmegjelölése Kelet- és Észak-Európában, a mai Lengyelország, Ukrajna, Fehéroroszország, Litvánia és Lettország területein, főleg Poléziában és Podláziában. Szó szerinti jelentése "helyiek" vagy "itteniek". Önmegjelölésként Litvánia vilniusi régiójában a 20. század végén még használták.
Lengyelországban az 1920-1930-as években kezdték el használni a tudományos nyelvben a szót. Jelentése vitatott. Az 1931-es lengyel népszámlálásban a kérdésnél, ahol a válaszadóknak anyanyelvüket kellett megjelölniük, a tutejszy is választható volt, és 707 ezren jelölték így meg magukat.
Az 1930-as lett népszámlálásról szóló jelentés Kelet-Lettország katolikus lakóiként jelöli meg a tutejszyket, akik egyformán beszéltek lengyelül, lettül és oroszul, és nem volt etnikai identitásuk. (A lett cenzus nem ismerte el a tutejszyt külön etnikai önazonosságnak.) A jelentés megjegyzi, hogy ezek az emberek rendkívül gyorsan tudnak identitást váltani, ha például erről meggyőzi őket egy nacionalista szervezet. Ez egyes területek etnikai összetételének hirtelen megváltozását eredményezheti. A legfeltűnőbb példa erre az volt, hogy az 1920 utáni tíz évben 75630-ról 36029-re csökkent a belaruszok száma, a lengyeleké ugyanakkor a természetes gyarapodással nem megmagyarázható mértékben nőtt, ami azt valószínűsítette, hogy mintegy ötezer tutejszy a lengyel identitás mellett döntött. Egy részük ugyanakkor orosznak vagy lettnek vallotta magát.
A csoport nyelvét (lengyelül język tutejszy) 2003-ban így írták le: "kodifikálatlan és jórészt leíratlan belarusz alapnyelv".

## Fordítás
Ez a szócikk részben vagy egészben  a   Tutejszy című angol Wikipédia-szócikk ezen változatának fordításán alapul.  Az eredeti cikk szerkesztőit annak laptörténete sorolja fel. Ez a jelzés csupán a megfogalmazás eredetét és a szerzői jogokat jelzi, nem szolgál a cikkben szereplő információk forrásmegjelöléseként.